# 艾哈迈德·沙菲克
艾哈迈德·穆罕默德·沙菲克（阿拉伯语：‎，1941年11月25日—）是一位埃及空军中将。1996年至2002年担任埃及空军司令。2002年至2011年，担任民航部长。2011年1月，埃及爆发大规模反政府示威游行。1月29日，埃及总理艾哈迈德·纳齐夫领导埃及政府集体辞职。他随即被埃及总统胡斯尼·穆巴拉克任命为总理。
沙菲克参加了2012年埃及总统选举。首轮计票结果显示，穆斯林兄弟会的候选人穆尔西获得24.78%的得票率，沙菲克获得23.66%得票率，得票最高的这两人进入第二轮对决。6月24日，总统选举结果公布，沙菲克获得48.24%的得票率，败给51.73%得票率的穆尔西。